# 南日向駅
南日向駅（みなみひゅうがえき）は、宮崎県日向市大字平岩にある、九州旅客鉄道（JR九州）日豊本線の駅である。

## 歴史
- 1921年（大正10年）10月11日：岩脇駅（いわわきえき）として鉄道省が開設[1][2]。
- 1962年（昭和37年）10月1日：貨物取扱廃止[2]。
- 1963年（昭和38年）5月25日：南日向駅（みなみひゅうがえき）に改称[1][2]。
- 1968年（昭和43年）4月1日：業務委託駅となる（業務委託先は日本交通観光社）[3]。
- 1974年（昭和49年）11月20日：荷物取扱廃止、旅客のみ取扱[4]。無人駅となる[5]。
- 1987年（昭和62年）4月1日：国鉄分割民営化により、JR九州の駅となる[2]。
- 1996年（平成8年）6月1日：宮崎総合鉄道事業部発足により、大分支社から鹿児島支社に移管。
- 2000年（平成12年）2月12日：駅舎改築[1][6]。
- 2022年（令和4年）4月1日：宮崎支社発足により、鹿児島支社から同支社へ移管[7]。

## 駅構造
相対式ホーム2面2線を有する地上駅。互いのホームは跨線橋で連絡している。
無人駅である。駅舎は2000年に南日向コミュニティーセンターとの合築で建てられたものである。南日向コミュニティーセンターには窓口があるが出札用として使われたことはなく、あくまでコミュニティーセンター（日向市役所岩脇支所併設）駐在の警備員との連絡用である。

### のりば
| のりば | 路線      | 方向 | 行先               |
| ------ | --------- | ---- | ------------------ |
| 1・2   | ■日豊本線 | 上り | 延岡・大分方面     |
| 1・2   | ■日豊本線 | 下り | 宮崎・宮崎空港方面 |

- 1番のりばを上下主本線とした一線スルーであり、行き違いや通過待ちが無い場合は両方向とも1番のりばを使用する。

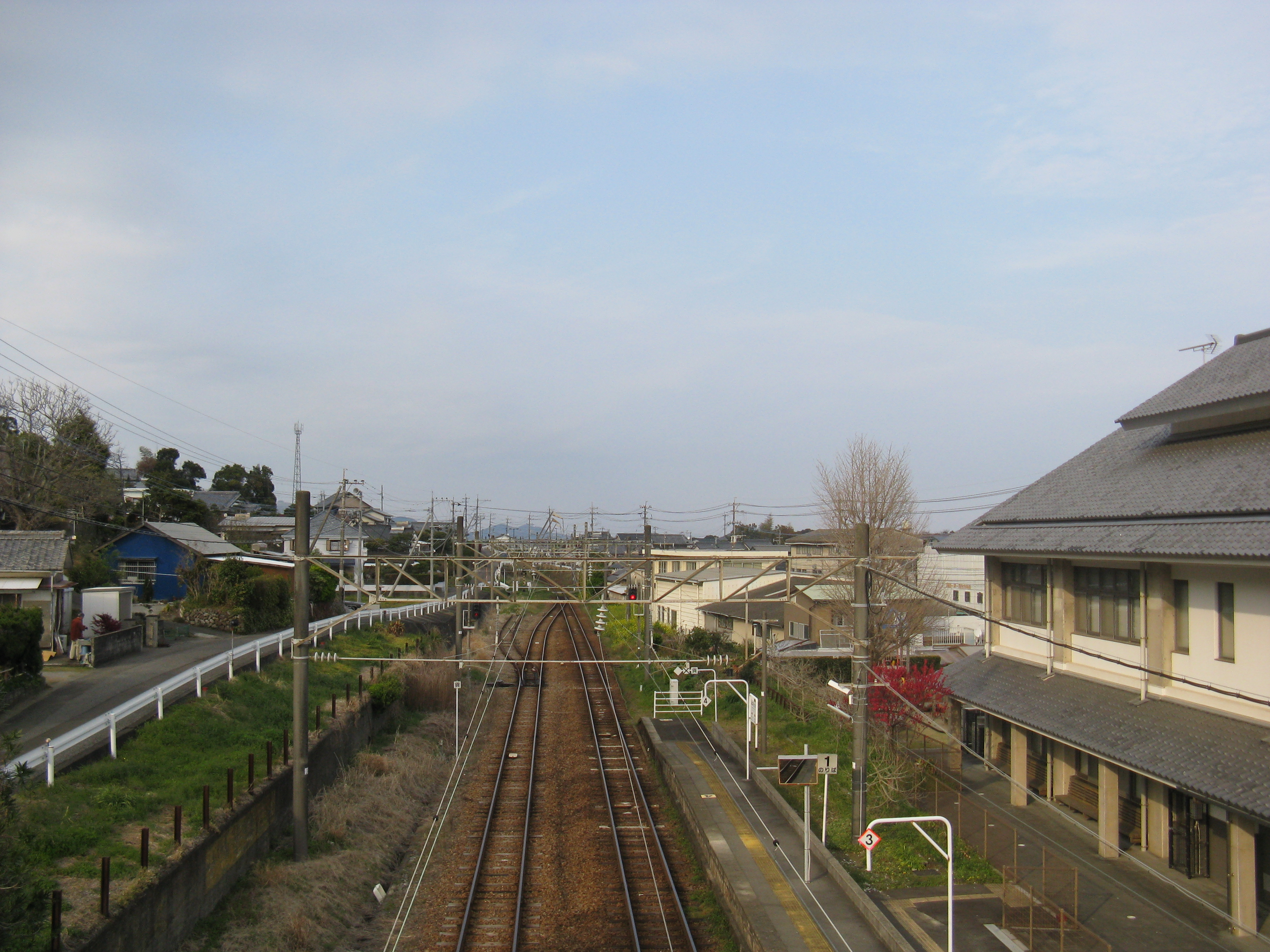
跨線橋から延岡・日向方面を望む
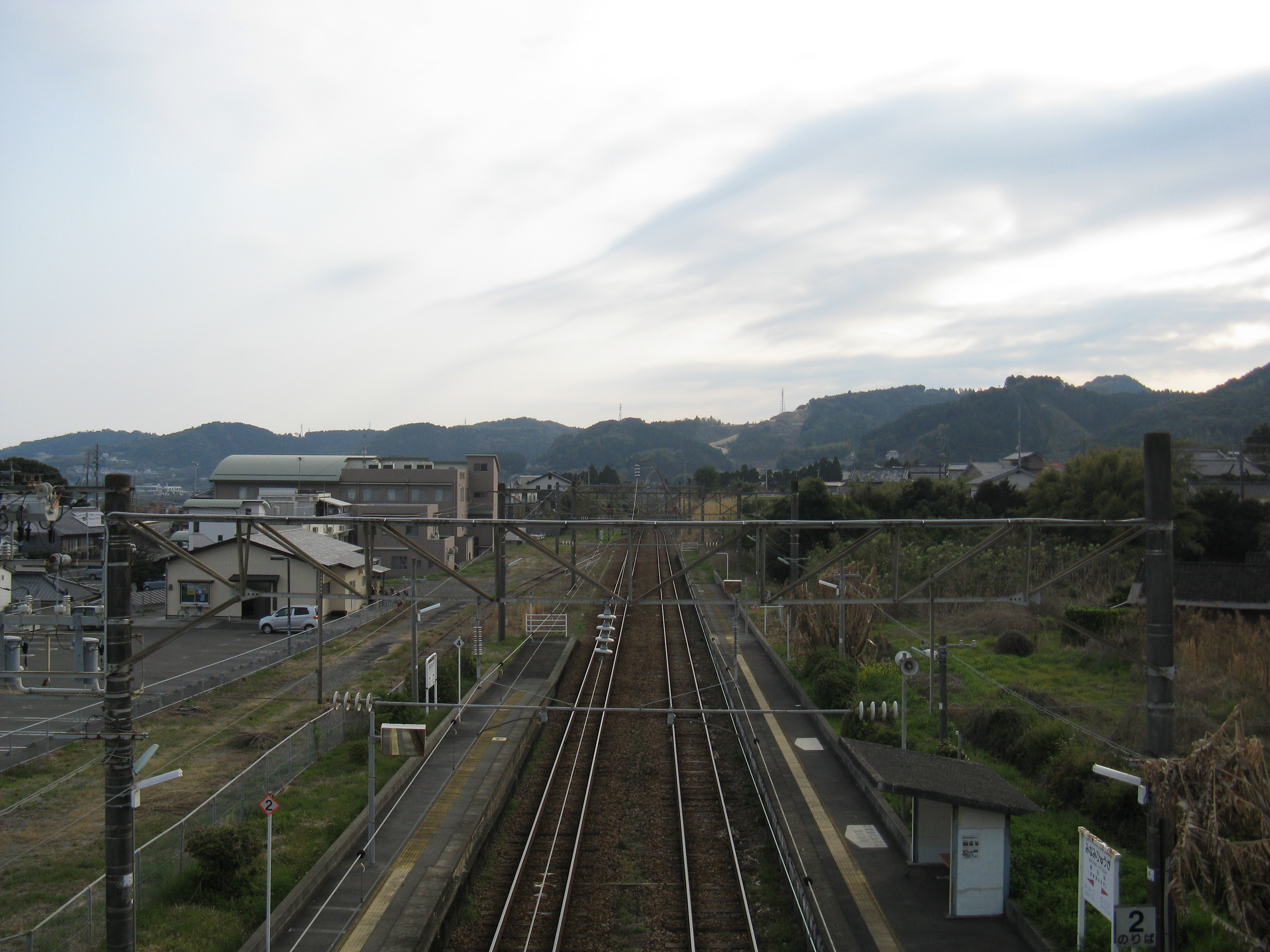
跨線橋から美々津・宮崎方面を望む
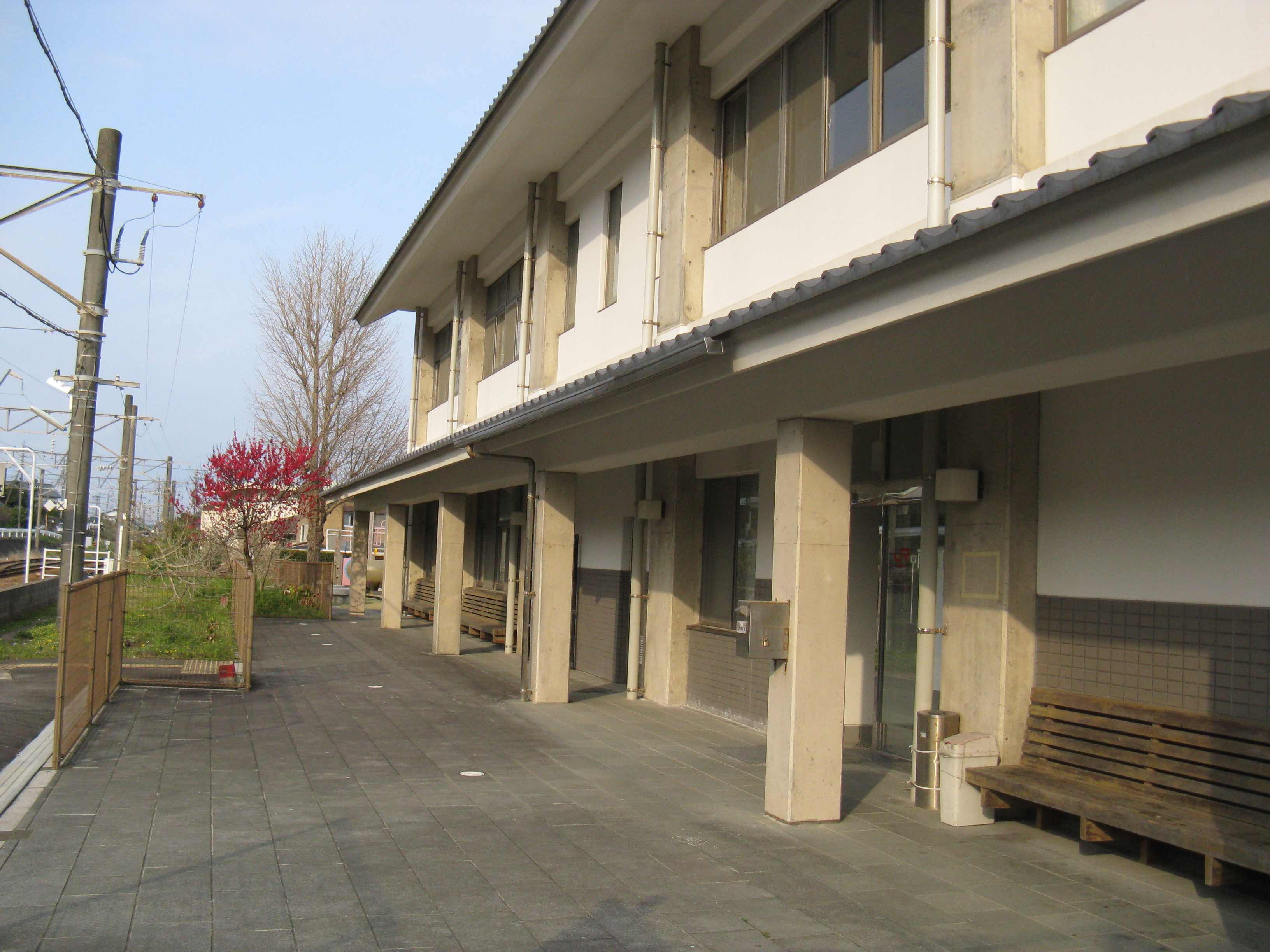
改札口と待合所

## 利用状況
近年の1日平均乗車人員は以下の通り。
| 年度   | 1日平均 乗車人員 |
| ------ | ---------------- |
| 1996年 | 59               |
| 1997年 | 49               |
| 1998年 | 50               |
| 1999年 | 53               |
| 2000年 | 56               |
| 2001年 | 60               |
| 2002年 | 49               |
| 2003年 | 48               |
| 2004年 | 39               |
| 2005年 | 36               |
| 2006年 | 33               |
| 2007年 | 36               |
| 2008年 | 31               |
| 2009年 | 36               |
| 2010年 | 37               |
| 2011年 | 41               |
| 2012年 | 47               |
| 2013年 | 44               |
| 2014年 | 54               |
| 2015年 | 48               |

## 駅周辺
- 平岩地蔵
- 日向市立平岩小中学校
- 岩脇郵便局
- 日向市役所岩脇支所

## 隣の駅
九州旅客鉄道（JR九州）
■日豊本線
財光寺駅 - 南日向駅 - 美々津駅